# Tom Clarke (politiker)
Thomas Clarke, född 10 januari 1941 i Coatbridge i Skottland, är en brittisk politiker för Labour. Han var parlamentsledamot 1982–2015.
Från 1997 till 1998 var han Minister of State vid kulturdepartementet (Department of Culture, Media and Sport). Han är medlem av Privy Council.